# بحر بارنتس

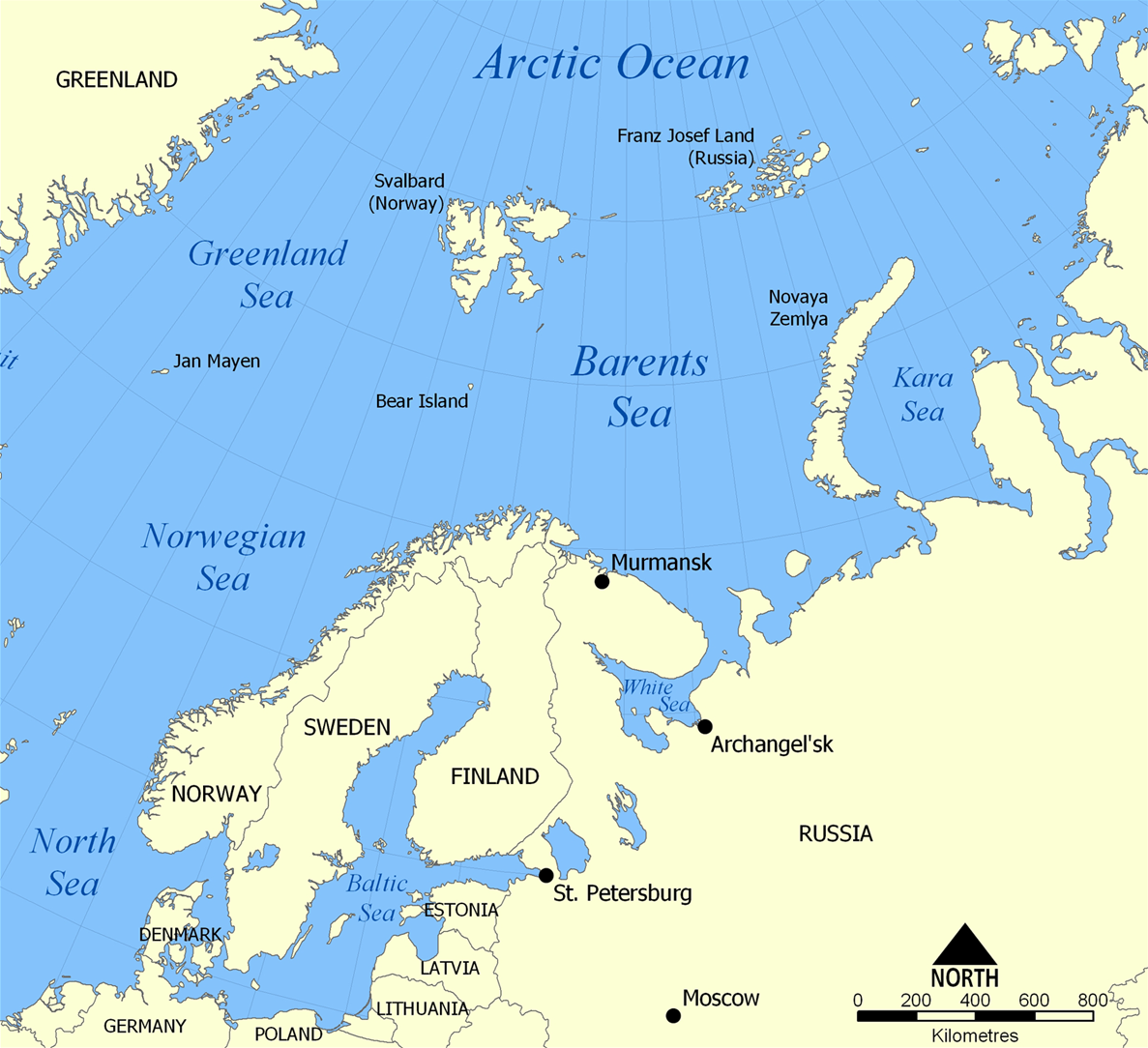
بحر بارنتس.

بحر بارنتس (بالنرويجية:Barentshavet بالروسية:Баренцево море بالإنكليزية:Barents Sea) يقع إلى الشمال الشرقي من النرويج والجزء الأوروبي من روسيا. ويفصل بينه وبين المحيط المتجمد الشمالي سڤالبارد وفرانز جوزيف لاند. وقد سُمِّي البحر باسم وليم بارنتس، المواطن الهولندي الذي اكتشفه بين عامي (1594م و 1596م). وتكون المياه الدافئة الآتية من تيار الخليج ممرًا صالحاً للملاحة طوال العام بطول الساحل وحتى ميناء مورمانسك الروسي. وقد تتجمد ثلاثة أرباع مياه البحر في فصل الشتاء. وتسبح في مياهها أسماك القد والرنجة والحدوق.

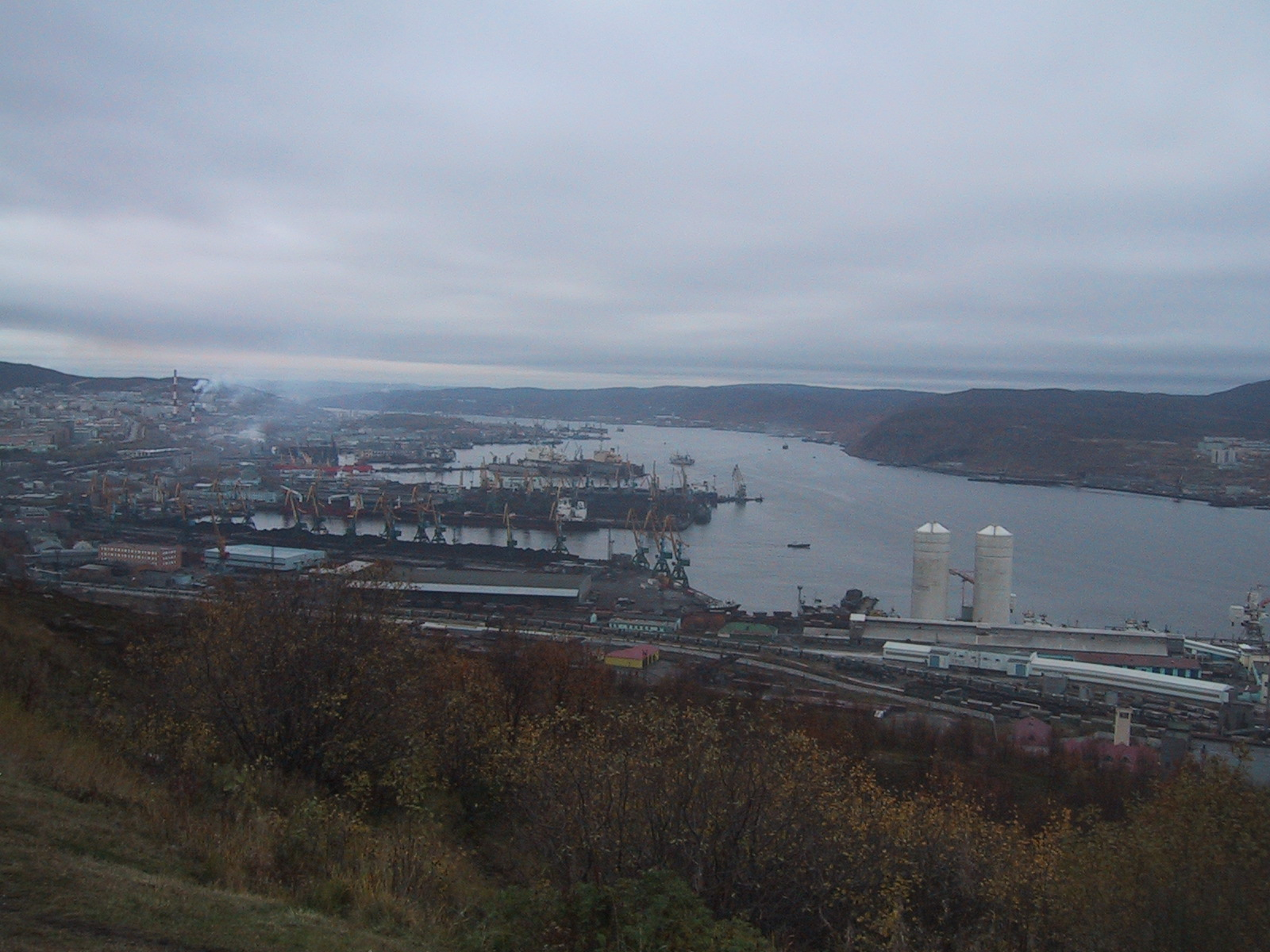
ميناء فيورد مورمانسك.

## أعلام
- روال أموندسن
- رايموند يفبفر